# Wiktor Artiemienko
Wiktor Artiemienko (ur. 1914 lub 1915 w Rostowie nad Donem, zm. 17 kwietnia 1945 nad rzeką Weisser Schöps) – oficer narodowości rosyjskiej, uczestnik II wojny światowej w szeregach Armii Czerwonej i Wojska Polskiego. Kawaler orderu Virtuti Militari.
Urodził się w 1914 lub 1915 roku. Edukację zakończył, jako absolwent  Instytutu Górniczego oraz Akademii Mechanizacji i Motoryzacji. Po ataku III Rzeszy na Związek Radziecki walczył m.in.: pod Moskwą, pod Leningradem, nad Wołgą i pod Kurskiem. W czasie walk z armią niemiecką był czterokrotnie ranny. Po zakończeniu leczenia w szpitalu w Moskwie, 23 października 1944 roku został skierowany do armii polskiej utworzonej w ZSRR. Powierzono mu dowództwo 24 Pułku Artylerii Pancernej. Z pułkiem przeszedł szlak bojowy przez ziemie polskie. Poległ nad rzeką Weisser Schöps, po przeprawie wraz z pułkiem przez most w okolicy Rothenburga. Pochowany został na cmentarzu w Bolesławcu.

## Ordery i odznaczenia
- Order Czerwonej Gwiazdy
- Order Wojny Ojczyźnianej
- Medal „Za obronę Moskwy”
- Medal „Za obronę Stalingradu”
- Virtuti Militari V klasy (pośmiertnie)[4]